# Hans-Jörgen Andersson
Hans-Jörgen Paul Andersson, född 5 juli 1944 i Falköpings stadsförsamling, död 12 mars 2022 i Mariestad, var en svensk jurist och ordförande i Statens inspektion för försvarsunderrättelseverksamheten (SIUN) 2009–2013. Han var kammarrättspresident i Kammarrätten i Göteborg under åren 2003–2009 och kammarrättspresident i Kammarrätten i Jönköping åren 1999–2003. 
Andersson utnämndes till lagman i Länsrätten i Skaraborgs län år 1991, efter att tidigare ha varit rådman vid samma domstol, och kvarstod som lagman fram till 1999.